# Homoptera

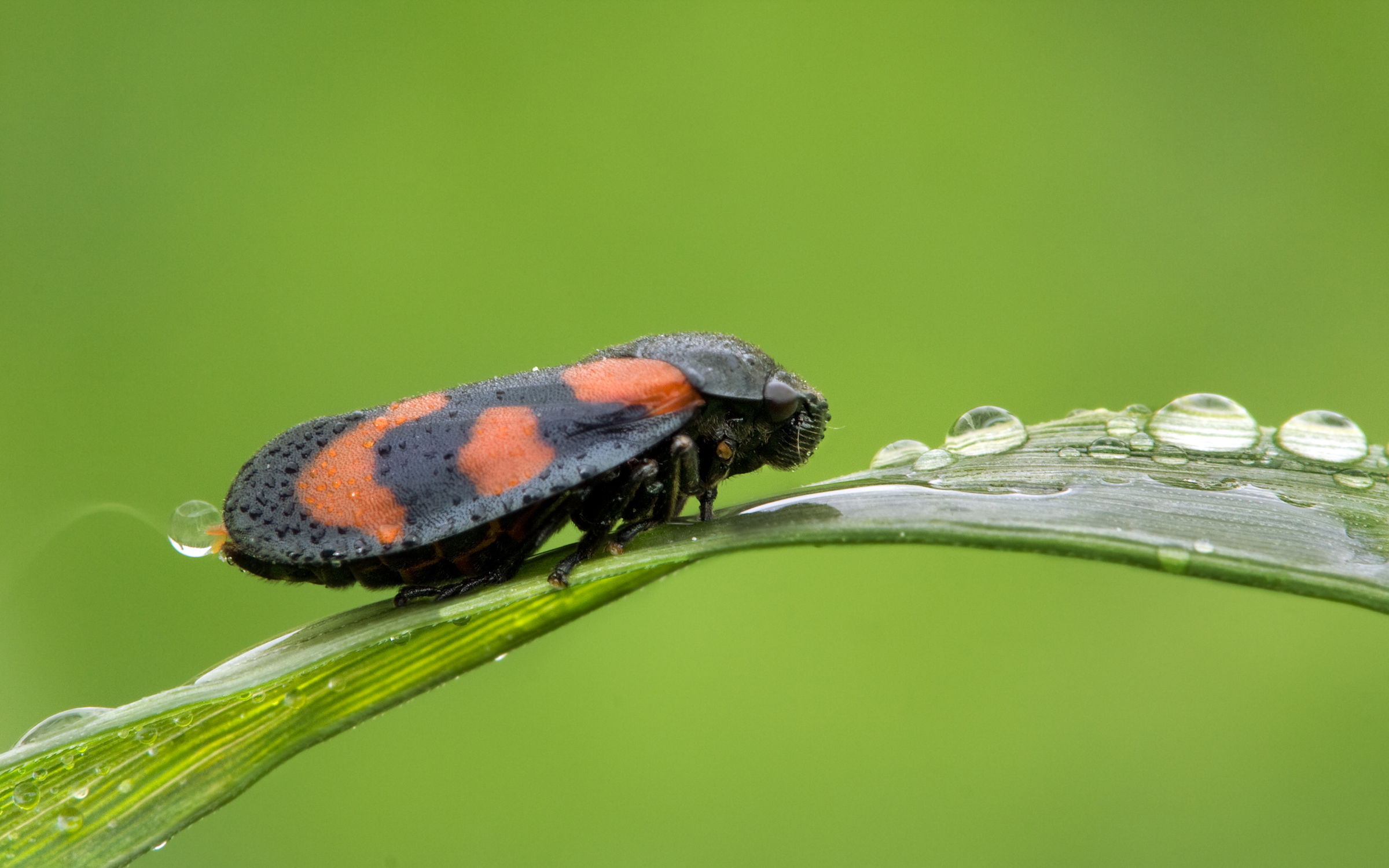
Cercopis vulnerata.

Homoptera (gr.: "asas uniformes") é uma subordem de insectos da ordem Hemiptera (nos sistemas de classificação mais antigos era uma ordem autónoma) que inclui as espécies de hemípteros que não são heterópteros (de que será grupo irmão), entre as quais as cigarras, os pulgões e as cochonilhas. Alguns sistemas de classificação consideram o grupo parafilético e por isso deprecado por obsoleto, sendo o grupo subdividido nas subordens Sternorrhyncha, Auchenorrhyncha e Coleorrhyncha.
Contudo, os resultados que levaram à deprecação do grupo Homoptera, baseado no estudo do DNA nuclear, foram contrariados por recentes trabalhos de filogenia molecular baseados na análise do DNA mitocondrial, os quais sugerem que afinal os Homoptera serão um grupo monofilético, sendo nesse caso o grupo irmão dos Heteroptera. A causa da disparidade de análise poderá ser o resultado do efeito filogenético conhecido por atracção de ramo longo, devido à rápida evolução de algumas regiões do DNA nuclear.

## Descrição
Costumam ter pequenas dimensões. Por vezes, é considerada como uma ordem, passando-se a identificar, nesse caso, a subordem Heteroptera com a ordem Hemiptera. O nome da subordem, em latim, refere-se aos dois pares de asas, que são semelhantes. São todos fitófagos, sugando seiva de plantas com uma armadura bucal sugadora. As ninfas são semelhantes aos adultos, mas sem asas. São espécies de grande importância económica, já que são responsáveis por algumas das principais pragas que afectam a agricultura.
A característica definidora do grupo era a presença de asas anteriores membranosas (os heterópteros possuem hemiélitros, ou seja asas anteriores cuja metade está endurecida e metade é membranosa). As asas membranosas são uma condição plesiomórfica e, segundo a sistemática cladística, os taxons devem fundar-se sobre a presença de apomorfias partilhadas, o que leva a concluir que os Homoptera são um grupo parafilético.

## Taxonomia
Existem cerca de 42 500 espécies conhecidas de Homoptera, tradicionalmente divididas em três grandes grupos:
- Coleorrhyncha
- Sternorrhyncha
- Auchenorrhyncha

Estes grupos são considerados actualmente pela maioria dos sistemas de classificação como subordens da ordem Hemiptera, em conjunto com os heterópteros, tendo todos em comum a presença de um aparato bucal com um bico suctor característico.
Nas classificações clássicas os Homoptera extantes estão divididas por:
- Subordem Auchenorrhyncha
  - Infraordem Cicadomorpha
    - Família Cicadidae — cigarras (33 000 espécies em 30 famílias)
    - Família Cercopidae — cigarrinhas-da-espuma e famílias relacionadas
    - Família Membracidae —
    - Família Cicadellidae — cigarrinhas

  - Infraordem  Fulgoromorpha
- Subordem Sternorryncha — piolhos-das-plantas (12 500 espécies)
  - Superfamília Psylloidea
    - Família Psyllidae — psilas

  - Superfamília Aleyrodoidea
    - Família Aleyrodidae — moscas-brancas

  - Superfamília Coccoidea
  - Superfamília Aphidoidea — afídios
    - Família Aphididae — pulgões
    - Família Eriosomatidae  — pulgões lanígeros
    - Família Pemphigidae — pulgões lanígeros
- Subordem Coleorrhyncha